# Дялу-Кручій
Дялу-Кручій (рум. Dealu Crucii) — село у повіті Ботошані в Румунії. Входить до складу комуни Ворнічень.
Село розташоване на відстані 391 км на північ від Бухареста, 21 км на північ від Ботошань, 111 км на північний захід від Ясс.

## Населення
За даними перепису населення 2002 року у селі проживали 269 осіб, усі — румуни. Усі жителі села рідною мовою назвали румунську.